# Плимут (Минесота)
Плимут (енгл. Plymouth) град је у америчкој савезној држави Минесота.

## Демографија
По попису из 2010. године број становника је 70.576, што је 4.682 (7,1%) становника више него 2000. године.
| Група             | 2000.          | 2010.          |
| Белци             | 59.565 (90,4%) | 58.240 (82,5%) |
| Афроамериканци    | 1.783 (2,7%)   | 3.704 (5,2%)   |
| Азијати           | 2.495 (3,8%)   | 4.888 (6,9%)   |
| Хиспаноамериканци | 1.079 (1,6%)   | 2.117 (3,0%)   |
| Укупно            | 65.894         | 70.576         |